# Siempre bruja
Sempre bruxa (em espanhol: Siempre bruja) é uma série de televisão de comédia romântica colombiana estrelada por Angely Gaviria, Lenard Vanderaa e Carlos Quintero. A trama gira em torno de Carmen Eguiluz (Angely Gaviria), uma bruxa e escrava de 1646, e é ambientada no século XVII e atualmente em Cartagena das Índias, Colômbia. Foi encomendada diretamente para a série, e a primeira temporada completa estreou na Netflix em 1 de janeiro de 2019. Foi renovada pela Netflix para uma segunda temporada, que foi ao ar em todo o mundo em 28 de fevereiro de 2020.

## Sinopse
Em Cartagena das Índias, no século XVII (1646), Carmen Eguiluz, uma jovem negra, escrava e bruxa, é condenada à morte na fogueira por praticar bruxaria. No entanto, ela escapa da morte por um feitiço ensinado pelo grande feiticeiro Aldemar, viajando no tempo para Cartagena em 2019, em troca de uma promessa feita ao feiticeiro de derrotar um mal chamado Lucien, a fim de salvar seu amado Cristóbal quem ela acha que está morto e capaz de voltar no seu tempo pra salvá-lo.

## Elenco
| Ator/Atriz          | Personagem                | Dublador(a)         | Temporada    | Temporada    |
| Ator/Atriz          | Personagem                | Dublador(a)         | 1ª           | 2ª           |
| Principal           | Principal                 | Principal           | Principal    | Principal    |
| ------------------- | ------------------------- | ------------------- | ------------ | ------------ |
| Angely Gaviria      | Carmen Eguiluz            | Gabriela Medeiros   | Principal    | Principal    |
| Dylan Fuentes       | Johnny Ki                 | João Capelli        | Principal    | Principal    |
| Sofía Araujo        | Alicia Dangond            | Carina Eiras        | Principal    | Principal    |
| Valeria Henríquez   | Mayte                     | Jéssica Vieira      | Principal    | Principal    |
| Carlos Quintero     | León                      | Fabrício Vila Verde | Principal    | Principal    |
| Dubán Prado         | Daniel                    | Mattheus Caliano    | Principal    | Principal    |
| Sebastián Eslava    | Esteban/Lucien            | Daniel Müller       | Principal    | Recorrente   |
| Recorrente          |                           |                     |              |              |
| Lenard Vanderaa     | Cristóbal Aranoa          | Thiago Fagundes     | Recorrente   | Participação |
| Verónica Orozco     | Ninibé                    | Larissa de Lara     | Recorrente   | —            |
| Luis Fernando Hoyos | Grande Feiticeiro Aldemar | Alexandre Maguolo   | Recorrente   | —            |
| José Restrepo       | Lucho Gámez               | Renan Vidal         | Participação | —            |
| Norma Nivia         | Ximena                    | Márcia Coutinho     | Participação | —            |
| Biassini Segura     | Tino                      | Vinícius Barros     | Recorrente   | —            |
| Juan Manuel Mendoza | Corcel                    | Clécio Souto        | Recorrente   | —            |
| Constanza Duque     | Adelaida                  | Rita Ávila          | Participação | —            |
| Mayra Luna          | Hilda                     | Carol Albuquerque   | Recorrente   | Participação |
| Indhira Serrano     | Luisa                     | Amanda Borghetti    | Recorrente   | —            |
| Óscar Casas         | Pirata Kobo               | Eduardo Drummond    | —            | Recorrente   |
| Laura Archbold      | Amanda                    | Flávia Saddy        | —            | Recorrente   |
| Sebastián Osorio    | Miguel                    | Raphael Rossatto    | —            | Recorrente   |
| Joao Agredo         | Tomás                     | Matheus Perissé     | —            | Recorrente   |
| Alejandra Villafañe | Tati                      | Gabriela Bicalho    | —            | Recorrente   |

## Produção
Siempre bruja é a segunda série original da Netflix colombiana depois do Distrito salvaje. É produzido pela Caracol Televisión e seu produtor, Dago García. É escrito por Ana Maria Parra e Diego Vivanco a partir do romance Yo, bruja. As filmagens começaram em maio de 2018 em Bogotá e depois foram filmadas em Cartagena e Honda.